# Astral Doors
Astral Doors ist der Name einer Hard-Rock- und Heavy-Metal-Band, die 2003 in Borlänge in Schweden gegründet wurde. Seit der Gründung stehen Astral Doors beim deutsch-spanischen Label Locomotive Records unter Vertrag.

## Geschichte
Das 2003 erschienene Debüt-Album Of the Son and the Father wurde im Big Turn-Studio eingespielt, das dem Gitarristen Joachim Nordlund gehört. Abgemischt wurde es unter anderem von Peter Tägtgren, der bereits für Dimmu Borgir, Immortal und andere namhafte Bands arbeitete. Im deutschen Rock-Hard-Magazin erreichte das Album den fünften Platz und Astral Doors erlangten praktisch über Nacht große Bekanntheit – auch außerhalb Schwedens. Das Titelbild des Albums zeigte gekreuzigte Menschen, was zur Folge hatte, dass die Verantwortlichen aus Japan sich weigerten, es mit diesem Motiv auf den Markt zu bringen. Ein neues Artwork wurde gestaltet, worauf das Album in Japan in neuem Gewand und unter neuem Namen (Cloudbreaker) herauskam. Es folgten 2004 Auftritte auf dem Wacken Open Air und dem Sweden Rock Festival, zwei Festivals, die in der Metal-Szene große Bedeutung haben.
2004 wurde das Nachfolgealbum Evil is Forever aufgenommen und wieder von Peter Tägtgren abgemischt. Der Name spielt auf das James-Bond-Titellied Diamonds are Forever an, jedoch zieht sich der Titel wie ein roter Faden durch das gesamte Album. Nach der Veröffentlichung 2005 folgte im Frühjahr desselben Jahres eine Tour zusammen mit Stormhammer im Vorprogramm der deutschen Band Grave Digger.
Im selben Jahr begannen die Arbeiten an der EP Raiders of the Ark, die den Fans die Zeit bis zum Astralism-Album verkürzen sollte, das im Frühjahr 2006 veröffentlicht wurde. Im September 2006 begaben sich Astral Doors zusammen mit Blind Guardian auf Tour.
Im Februar und März 2012 führte die Band zusammen mit Riotgod eine Europa-Tour durch, um ihr 2011 erschienenes Album Jerusalem zu promoten.
Im August 2014 wurde das Album Notes from the Shadows veröffentlicht, im April 2017 erschien Black Eyed Children.

## Stil
Schon vor der Gründung der Band schrieben die Gründungsmitglieder an Liedern, die eng an ihren Vorbildern Black Sabbath (in der Zeit mit Ozzy Osbourne) orientiert sind. Auch in den offiziellen Alben hört man deutliche Verbindungen zu Rock-Bands der 1970er und 1980er Jahre wie Deep Purple und vor allem Dio. Den Zusammenhang mit letzterer Band findet man sehr deutlich in Johanssons Gesangsstil, der dem von Ronnie James Dio sehr ähnelt.

## Diskografie

### Studioalben
- 2003: Of the Son and the Father (Cloudbreaker in Japan)
- 2005: Evil Is Forever
- 2006: Astralism
- 2007: New Revelation
- 2010: Requiem of Time
- 2011: Jerusalem
- 2014: Notes from the Shadows
- 2017: Black Eyed Children
- 2019: Worship or Die
- 2024: The End of It All

### Sonstiges
- 2005: Raiders of the Ark (EP)
- 2009: Hyllning Till Leksand (Single)
- 2010: Testament of Rock – The Best Of (Kompilation)

### Musikvideos
- 2011: Child of Rock’n’Roll
- 2014: The Last Temptation of Christ
- 2017: We Cry Out